# 2AM
2AM (em coreano:  투에이엠) é um boy group sul-coreano formado pela JYP Entertainment e Big Hit Entertainment em 2008, composto por quatro integrantes: Jinwoon, Jo Kwon, Changmin e Seulong. Eles estrearam oficialmente em 11 de julho de 2008 no Music Bank com o single This Song.

## Discografia

### Álbuns de estúdio
- 2010: Saint O'Clock
- 2013: One Spring Day
- 2014: Let's Talk

### Extended plays
- 2010: Can't Let You Go Even If I Die
- 2012: F.Scott Fitzgerald's Way Of Love
- 2013: Nocturne

### Singles coreanos
- 2008: This Song
- 2009: A Friend's Confession
- 2010: Can't Let You Go Even If I Die
- 2010: I Was Wong
- 2010: You Wouldn't Answer My Calls
- 2010: Like Crazy
- 2012: I Wonder If You Hurt Like Me
- 2013: One Spring Day
- 2013: Stay There
- 2013: Regret
- 2014: Days Like Today
- 2014: Over the Destiny

## Prêmios
| Ano  | Prêmio |
| ---- | --- |
| 2008 | - Cyworld Digital Music Awards: Rookie do Mês (Julho) - Asia Song Festival: Prêmio Rookie |
| 2010 | - Cyworld Digital Music Awards: Canção do Mês (Fevereiro) ("Can't Let You Go Even If I Die") - Mnet Asian Music Awards: Melhor Apresentação Vocal por um Grupo - "Can't Let You Go Even If I Die" - 25º Golden Disk Awards: Digital Music Bonsang - "Can't Let You Go Even If I Die" - 25º Golden Disk Awards: Digital Music Daesang - "Can’t Let You Go Even If I Die" - 2º Melon Music Awards: 2010 T-World Best Song - "Can't Let You Go Even If I Die" - 2º Melon Music Awards: 2010 Top 10 |
| 2011 | - 20º Seoul Music Awards: Bonsang - 20º Seoul Music Awards: Prêmio Balada R&B - 5º Mnet 20's Choice Awards : Pocari Sweat Hot Balance Star |